# Соломатина, Татьяна Васильевна
Татьяна Васильевна Солома́тина (род. 21 апреля 1956) — российский врач, государственный и политический деятель. Депутат Государственной думы Федерального собрания VII и VIII созыва, член фракции «Единая Россия», член комитета по охране здоровья.
Из-за вторжения России на Украину, находится под международными санкциями стран Евросоюза, США и ряда других стран

## Биография
Татьяна Соломатина родилась 21 апреля 1956 года в Кулеево (ныне Каргасокский район, Томская область) в семье Тамары Иннокентьевны и Василия Петровича Бурлак. Детство прошло в посёлке Молодёжный Каргасокского района, член ВЛКСМ.

### Образование
В 1979 году окончила лечебный факультет Томского государственного медицинского института по специальности «врач-дерматовенеролог», среди её преподавателей был академик Дмитрий Яблоков.
В 2002 году в Сибирском государственном медицинском университете (новое имя Томского мединститута) Татьяна Соломатина защитила диссертацию на тему «Новые формы организации медицинской помощи жителям северных районов Сибири: медицинские, социальные и экономические аспекты». Кандидат медицинских наук.

### Медицинская карьера
После окончания вуза работала в областном кожно-венерическом диспансере в Томске, член КПСС. В 1981 году возглавила организационно-методический отдел диспансера. Через шесть лет после окончания вуза, в 1985 году была назначена главным врачом областной поликлиники профилактических осмотров в Томске, работала в этой должности вплоть до 2016 года.
В 1997 году учредила и до 2016 года возглавляла частное медицинское объединение «Здоровье». В него входят четыре предприятия в Томске: поликлиника профилактических осмотров, ООО «Медицинский научно-практический центр», ООО «Здоровье» и ООО «Сантэ».
В 1999 году Татьяна Соломатина совместно с президентом компании «Востокгазпром» и будущим губернатором Томской области Сергеем Жвачкиным создала социальный проект «Плавучая поликлиника», позволяющий провести диспансеризацию и получить квалифицированную медицинскую помощь жителям отдалённых районов области. На 20-й год работы в 2018 году проект охватил 28 населенных пунктов в четырёх районах и обследовал 6 тысяч человек.
С 2002 года входила в состав комиссии по лицензированию медицинской деятельности при Департаменте здравоохранения Администрации Томской области.
В ноябре 2020 года медицинское объединение «Здоровье» открыло первый в Томской области частный респираторный госпиталь, бесплатный для пациентов с COVID-19.

### Политическая карьера в Томской области
4 декабря 2011 года баллотировалась в Законодательную думу Томской области V созыва по списку партии «Единая Россия», была вторым номером в Кировской территориальной группе № 2. По итогам выборов в Думу не прошла.
8 сентября 2013 года была избрана в Томскую законодательную думу V созыва на дополнительных выборах по Белоозерскому одномандатному округу № 7. В качестве депутата Татьяна Соломатина входила в партийную фракцию, стала председателем Комитета думы по здравоохранению и членом Комитета по труду и социальной политике.
В 2014 году стала сопредседателем томского регионального отделения Общероссийского народного фронта.

### Госдума VII созыва

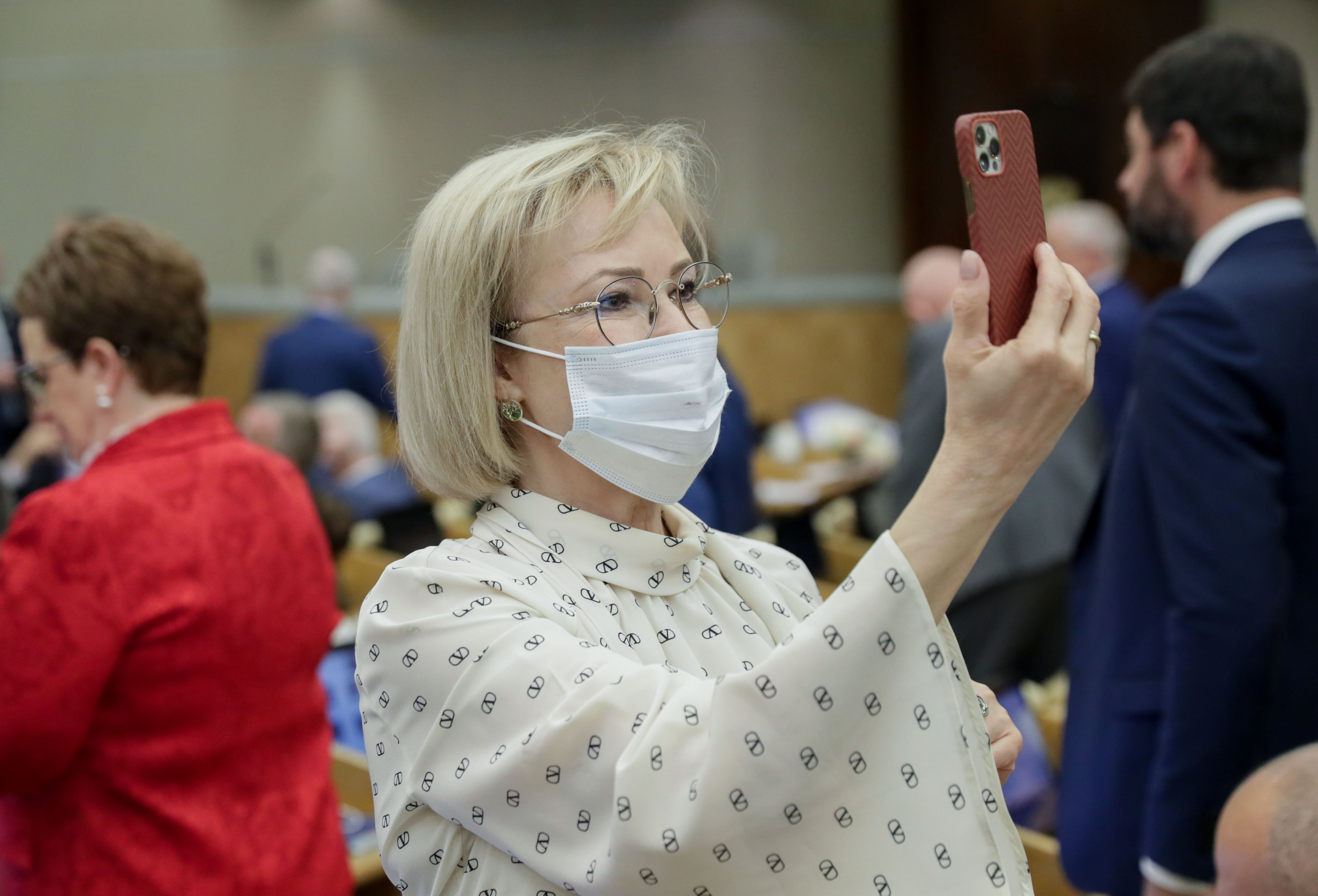
Татьяна Соломатина на заседании Государственной Думы, 2021 год

В мае 2016 года по итогам предварительного голосования «Единой России» в Обском одномандатном округ №182 (Томская область) заняла первое место (63,32 %). В результате была выдвинута партией кандидатом на выборах в Государственную думу VII созыва.
18 сентября 2016 избрана депутатом Государственной думы VII созыва. Набрала 42,5 % голосов избирателей, её ближайший соперник – кандидат от КПРФ Наталья Барышникова — лишь 13,9%. Член фракции «Единая Россия», член комитета Госдумы по охране здоровья.

## Законотворческая деятельность
С 2016 по 2021 год, в течение исполнения полномочий депутата Государственной Думы VII созыва, выступила соавтором 51 законодательной инициативы и поправок к проектам федеральных законов.
Среди предложений Татьяны Соломатиной по медицинской тематике: ужесточить наказание за мошенничество с лекарствами, регламентировать оказание медицинской помощи на транспорте, оказывать дополнительные бесплатные услуги и бесплатно выдавать лекарства пенсионерам с прививкой от коронавируса, расширить число орфанных заболеваний, лечение которых покрывает Минздрав, а также отменить решение Минздрава лечить онкологических больных только в регионе проживания. Также Соломатина выступала за резкое повышение МРОТа до 20 тысяч рублей минимум на территории всей страны.
13 апреля 2018 года стала одним из инициаторов законопроекта № 441399-7 «О мерах воздействия (противодействия) на недружественные действия Соединенных Штатов Америки и (или) иных иностранных государств», в пункте 15 второй статьи которого предлагается ввести запрет или ограничение ввоза на территорию РФ лекарств, произведённых в США или других иностранных государствах. Законопроект подвергся критике со стороны ряда общественных организаций, комитета Совета Федерации по социальной политике и комитета Госдумы по международным делам.

## Санкции
30 сентября 2022 года, на фоне вторжения России на Украину, внесена в санкционный список США в ответ на «фиктивные референдумы» и «аннексию территорий Украины российскими оккупационными силами». Государственный департамент отмечает что депутаты единогласно приняли закон о фейках, а некоторые депутаты сыграли ключевую роль в распространении российской дезинформации о войне.
16 декабря 2022 года внесена в санкционный список Евросоюза за поддержку и реализации политики, подрывающую территориальную целостность, суверенитет и независимость Украины, так как она «проголосовала за незаконную аннексию Донецкой, Луганской, Херсонской и Запорожской областей Украины».
23 февраля 2023 года включена в санкционный список Канады «соратников режима», так как она «голосовала за законодательство связанное с вторжением и попыткой аннексии четырех регионов Украины».
По аналогичным основаниям включена в санкционные списки Швейцарии, Украины и Новой Зеландии

## Доходы
Татьяна Соломатина декларировала доходы за 2020 год в размере 9,4 млн рублей, доходы супруга составили 53,5 млн рублей. Годом ранее доходы супругов составили 9,4 млн рублей и 10,4 млн рублей соответственно. В собственности Татьяны Соломатиной квартира 104,9 м², автомобиль BMW X4 xDrive 30D, прицеп. Супругу принадлежат 4 земельных участка, дом 505,7 м², а также ООО «Медицинский научно-практический центр», входящий в ГК «Медицинское объединение „Здоровье“».
До избрания в Госдуму в 2016 году Татьяна Соломатина возглавляла медицинский холдинг, благодаря чему в 2017 году по версии журнала Forbes Woman возглавила рейтинг десяти богатейших женщин-политиков в России. Её декларированный доход за 2016 год составил 56 млн рублей.

## Семья
Татьяна Соломатина замужем за врачом-психотерапевтом Виктором Соломатиным. 
Дочь Екатерину Фельзингер в августе 2023 года обвинили в совершении преступления, предусмотренного частью 4 статьи 159.2 и частью 3 статьи 238 УК РФ (мошенничество при получении выплат и выполнение работ или оказание услуг, не отвечающих требованиям безопасности, повлекшие по неосторожности смерть двух или более лиц), и ей была избрана мера пресечения в виде заключения под стражу сроком до 11 октября 2023 года. Журналисты указывали, что дело связно с мошенничеством в размере 26 млн рублей при получении компенсации из бюджета на препараты для проведения химиотерапии — частные клиники получали компенсации за препараты, однако по факту лекарства не закупали.